# Lazarus A.D.
Lazarus A.D. est un groupe américain de thrash metal, originaire du Wisconsin. Le groupe fait paraître son premier album studio, The Onslaught, en 2007, par la suite réédité en 2009 au label Metal Blade Records, puis leur second album studio, Black Rivers Flow, en 2011.

## Historique
Lazarus A.D. est originellement formé sous le nom de Lazarus en 2005, avant d'ajouter A.D. pour éviter toute atteinte au droit d'auteur. En 2006, Lazarus A.D. participe à une tournée avec Anthrax. En 2007, ils font paraître leur premier album studio, The Onslaught. Par la suite, ils envoient leur album éponyme à des labels de metal. Un des titres est ajouté à une compilation chez Earache Records. Peu après, leur album est bien accueilli et attire l'attention de Metal Blade Records. Le groupe conclut un contrat avec Metal Blade, et The Onslaught paraît de nouveau le 3 mars 2009,. Lazarus A.D. participe à une tournée avec Amon Amarth et Goatwhore en avril 2009, puis à une autre avec Testament et Unearth entre mai et juin 2009. 
Rapidement, le groupe joue avec Bison B.C. au Baptized in Beer 2009 de juillet à août cette même année, puis avec Ensiferum au Tour From Afar. Leur second album studio, Black Rivers Flow, est commercialisé le 1er février 2011, puis le groupe participe au North American Retribution Tour. Le single principal de l'album, The Ultimate Sacrifice, atteint le Sirius Satellite's Liquid Metal,.
Le batteur Ryan Shutler meurt soudainement le 15 mai 2015 à Sacramento, en Californie. Le groupe se sépare peu après.

## Membres
- Jeff Paulick – chant, basse
- Dan Gapen – guitare solo, chant
- Alex Lackner – guitare rythmique
- Ryan Shutler – batterie

## Discographie
- 2009 : The Onslaught
- 2011 : Black Rivers Flow